# Lepidopora symmetrica
Lepidopora symmetrica är en nässeldjursart som beskrevs av Stephen D. Cairns 1991. Lepidopora symmetrica ingår i släktet Lepidopora och familjen Stylasteridae. Inga underarter finns listade i Catalogue of Life.